# Phellinidium
Phellinidium is een geslacht van schimmels behorend tot de familie Hymenochaetaceae.

## Soorten
Volgens Index Fungorum telt het geslacht zes soorten (peildatum december 2022):
| Soortnaam                      | Auteur(s)                                                  | Publicatiejaar |
| ------------------------------ | ---------------------------------------------------------- | -------------- |
| Phellinidium asiaticum         | Spirin, L.W. Zhou & Y.C. Dai                               | 2014           |
| Phellinidium cryptocystidiatum | Spirin & Zmitr.                                            | 2006           |
| Phellinidium ferrugineofuscum  | (P. Karst.) Fiasson & Niemelä                              | 1984           |
| Phellinidium orientale         | (Bondartseva & S. Herrera) Bondartseva & S. Herrera        | 1992           |
| Phellinidium pouzarii          | (Kotl.) Fiasson & Niemelä                                  | 1984           |
| Phellinidium rufitinctum       | (Berk. & M.A. Curtis ex A.L. Sm.) Bondartseva & S. Herrera | 1992           |